# Фінал кубка СРСР з футболу 1961
20-й фінал кубка СРСР з футболу відбувся на Центральному стадіоні в Москві 29 жовтня 1961 року. У грі брали участь сталінський «Шахтар» і московське «Торпедо».

## Претенденти
- «Торпедо» (Москва) — чемпіон СРСР (1960), триразовий володар кубка СРСР (1949, 1952, 1960).
- «Шахтар» (Сталіне) — бронзовий призер чемпіонату СРСР (1951).

## Шлях до фіналу
| «Шахтар» (Сталіне)         | «Шахтар» (Сталіне) | Етап    | «Торпедо» (Москва)         | «Торпедо» (Москва) |
| -------------------------- | ------------------ | ------- | -------------------------- | ------------------ |
|                            |                    |         |                            |                    |
| Суперник                   | Рахунок            | Плей-оф | Суперник                   | Рахунок            |
| «Динамо» (Хмельницький)    | 2-0 (г)            | 1/32    | «Торпедо» (Таганрог)       | 2-1 (г)            |
| «Спартак» (Фергана)        | 3-0 (г)            | 1/16    | «Трудові резерви» (Курськ) | 8-0 (д)            |
| «Динамо» (Тбілісі)         | 3-2 (д)            | 1/8     | «Спартак» (Ленінград)      | 3-0 (д)            |
| «Шахтар» (Сталіногорськ)   | 3-1 (д)            | 1/4     | СКА (Ростов-на-Дону)       | 3-2 (г)            |
| «Адміралтієць» (Ленінград) | 3-0 (г)            | 1/2     | «Зеніт» (Ленінград)        | 2-0 (д)            |

## Деталі матчу
| 29 жовтня 1961 |

| «Шахтар» (Сталіне)                   | 3 – 1    | «Торпедо» (Москва) |
| ------------------------------------ | -------- | ------------------ |
| Родін 1' Ананченко 65' Ананченко 70' | Протокол | Метревелі 45'      |

| Центральний стадіон (Москва) Глядачів: 100 000 Арбітр: Кестусіс Андзюліс (Каунас) |

| ШАХТАР       |                    |
|              |                    |
| ВР           | Борис Стрєлков     |
| ЗХ           | Микола Головко     |
| ЗХ           | Геннадій Снєгирьов |
| ЗХ           | В'ячеслав Аляб'єв  |
| ПЗ           | Дмитро Мізерний    |
| ПЗ           | Володимир Сальков  |
| НП           | Анатолій Родін     |
| НП           | Олег Колосов       |
| НП           | Юрій Ананченко     |
| НП           | Юрій Захаров       |
| НП           | Валентин Сапронов  |
| Тренер:      |                    |
| Олег Ошенков |                    |

| ТОРПЕДО       |                    |     |
|               |                    |     |
| ВР            | Анатолій Глухотко  | 60' |
| ЗХ            | Володимир Хомутов  |     |
| ЗХ            | Віктор Шустіков    |     |
| ЗХ            | Леонід Островський |     |
| ПЗ            | Валерій Воронін    |     |
| ПЗ            | Микола Маношин     |     |
| НП            | Слава Метревелі    |     |
| НП            | Валентин Іванов    |     |
| НП            | Геннадій Гусаров   |     |
| НП            | Борис Батанов      |     |
| НП            | Олег Сергєєв       | 41' |
| Заміни:       |                    |     |
| ВР            | Анзор Кавазашвілі  | 60' |
| НП            | Валентин Денисов   | 41' |
| Тренер:       |                    |     |
| Віктор Маслов |                    |     |